# نظام مرجعي سداسي المحاور

النظام المرجعي السداسي هو رسم تخطيطي يستخدم لتحديد المحور الكهربائي للقلب في المستوي الأمامي.

دائرة كابريرا

رسم بياني يوضح قطبية QRS في القطب I,II,III لتقدير المحور الكهربائي للقلب في المستوي الأمامي.

النظام المرجعي السداسي المحاور (بالإنجليزية: hexaxial reference system)‏ والمعروف باسم نظام كابريرا (بالإنجليزية: Cabrera system)‏ هو اتفاقية لتمثيل الأقطاب (الوصلات السلكية) الطرفية التي هي جزء من الـ 12 قطب المتصلين بجهاز رسم القلب، ويوفر هذا النظام تسلسل منطقي توضيحي يساعد على تفسير تخطيط القلب، كما يساعد بشكل خاص على تحديد محور القلب الكهربائي في المستوى الأمامي.
عند حساب متوسط جميع الإشارات الكهربائية من القلب، فحينها يمكنك الإشارة إلى متوسط اتجاه الاستقطاب الكهربائي، والذي يمثل محور القلب. ولتحديد محور القلب فإننا نستعين بالأقطاب الطرفية فقط (aVL, I, -aVR, II, aVF, III) (وليس الأقطاب الصدرية من V1إلى V6). وهناك مفهوم مهم في تحديد محور القلب هو حقيقة أن الكهرباء تسير نحو القطب الذي يُظهر انحراف إيجابي في كهربيته أثناء رسم القلب. فالأمر يُمكن تخيله كما لو كان هناك كاميرات تنظر إلى القلب من زوايا مختلفة. فمثلا القطب I ينظر للقلب أفقيا من الجانب الأيسر. والقطب II ينظر للقلب من جهة الساق اليسرى. والقطب III من جهة الساق اليمنى والقطب aVF ينظر من الأسفل تجاه القلب (في الأعلى). وباصطحاب هذه الأساسيات، يُمكن للمرء بسهولة تقدير محور القلب من خلال النظر في القطبين I و aVF:
- موجة إيجابية في القطب I: تدل على اتجاه النشاط الكهربائي ناحية اليسار (يسار المريض)
- موجة إيجابية في القطر aVF: تدل على اتجاه النشاط الكهربائي نحو الأسفل.

,وبالتالي فإن محاول القلب:
- المحور العادي: -30 درجة إلى + 90 درجة
- انحراف محور القلب لليسار: -30 درجة إلى -90 درجة
- انحراف محور القلب لليمين: + 90 درجة إلى + 180 درجة
- انحراف المحور الشديد: -90 درجة إلى -180 درجة